# 1590
سنة 1590 كانت سنة بسيطة تبدأ يوم الإثنين (الرابط يظهر نموذج التقويم الكامل للسنة) من التقويم اليولياني.

## أحداث
- تأسيس مدينة ياريتاغوا [الإنجليزية] وتقع حاليا في فنزويلا.
- تأسيس مدينة لا فيكتوريا، فنزويلا [الإنجليزية] وتقع حاليا في فنزويلا.
- بداية الحرب الروسية السويدية في 1590 والتي انتهت في 1595.
- نهاية الحرب العثمانية الصفوية في 1590 والتي بدأت في 1578.

## مواليد
- بوكاهونتاس
- كوزيمو الثاني

## وفيات
- الأرشيدوقة آنا من النمسا دوقة بافاريا
- أمبرواز باريه
- أوربان السابع
- إليزابيث الساكسونية كونتيسة بالاتينات
- برناندينو دي ساهايغون
- جيامباتيستا بينيديتي
- روبرت غارنييه
- سيكتوس الخامس
- سيمون فيرنانديز مستكشف برتغالي
- شارل دي بوربون (الكاردينال) كهنوت فرنسي
- فرحات باشا الصقللي سياسي عثماني
- فرنسيس والسينغهام
- كارل الثاني، أرشيدوق النمسا
- كاميلا مارتيلي
- كريستينا أولدنبورغ
- كم هيو وون
- ميغيل باروسو فنان إسباني
- نيكولاس بوباديلا قس إسباني
- هوري هيديماسا ساموراي ياباني